# Piazza Navona
Piazza Navona és una de les places més famoses de Roma. La seva forma és la d'un antic circ romà, i va ser construïda en estil monumental per voluntat del Papa Innocenci X de la família Pamphili.

## Història
La Piazza Navona, a l'època dels romans, va ser l'Estadi de Domicià, que va ser construït per Domicià al 85 dC en el tercer segle i va ser restaurat per Alexandre Sever. Té 275 metres de llarg, 106 d'amplada i podia acollir 30.000 espectadors.
L'escenari fou ricament decorat amb estàtues, una de les quals és la de Pasquina (potser una còpia d'un pergamí suposadament hel·lenístic representant Menelau aixecant el cos de Patrocle), ara a la plaça al costat de la plaça Navona.
Com que fou un estadi i no un circ, no hi havia carceres (les portes per on sortien els cavalls de cursa) i tampoc la 'spina' (mur de separació al voltant del qual corrien els cavalls), com per exemple al Circ Màxim, sinó que tot era obert per facilitar les competicions dels atletes. L'obelisc que actualment se situa al centre de la plaça, no era allà, el van traslladar del Circ de Maxenci, que era a la Via Àpia.
El nom de la plaça va ser inicialment in agone (del grec agones "jocs"), ja que l'estadi fou utilitzat només per a l'atletisme. És absolutament fals que la Piazza Navona s'utilitzés per a representar batalles navals. És una llegenda creada sobre el fet que la plaça s'inundava sovint durant el mes d'agost per alleugerir la calor. En temps antics la plaça era còncava, es bloquejaven els desaigües de les tres fonts i, per tant, l'aigua inundava la plaça.
Entre 1810 i 1839 es van celebrar a la plaça corse a fantino (curses amb genet), però no tenien comparació amb les més famoses curses Barberi a la via del Corso.
La plaça Navona és, en cert sentit, l'orgull de la Roma barroca, perquè conté elements arquitectònics i escultòrics de grans mestres com Gian Lorenzo Bernini (autor de la Font dels Quatre Rius al centre de la plaça, que representa el Danubi, el Ganges, el Nil i el Riu de la Plata, els quatre "extrems" de la Terra), Francesco Borromini i Girolamo Rainaldi (autors de l'església de Sant'Agnese in Agone, davant de la font de Bernini) i Pietro da Cortona (autor dels frescos de la galeria del Palazzo Pamphili).
La plaça havia de mostrar la rellevància de la família Pamphili expressada a través de la rivalitat entre els Barberini i els Farnese. Per això Innocenci X (nascut Giovanni Battista Pamphili) va voler que s'erigís el palau homònim i que es guarnís amb obres de gran valor. Així, la lluita per l'adjudicació de l'obra va ser un combat entre els principals arquitectes del moment. Olimpia Maidalchini (la influent cunyada del papa Innocenci X) va anar jugant amb les seductores ofertes que li anaven arribant. Es diu, per exemple, que Bernini li va fer a mans una petita maqueta feta en plata del seu projecte per a la font, tot i que altres asseguren que sempre va ser Borromini l'artista triat per substituir Rainaldi i acabar l'església.
L'església recorda el martiri que Santa Agnès (condemnada a prostituir-se) hauria patit en aquella mateixa zona de la plaça i, diu la llegenda que el temple es va erigir justament sobre el prostíbul on haurien esdevingut els fets. També es diu que el soterrani de l'actual edifici hauria continuat utilitzant-se per al mateix fi també durant la mateixa edificació. Aquests locals enterrats són sentits tan vinculats a la fornicació que la paraula llatina fornices (arc soterrat, túnel...) pren també el significat de prostíbul i això determina la derivació semàntica en l'arrel del verb fornicar). On hi ha l'actual església hi havia una petita parròquia durant l'edat mitjana.
La conegudíssima llegenda sobre la presumpta rivalitat entre Bernini i Borromini suggereix que dues de les quatre estàtues dels rius van ser especialment protegides per Bernini contra l'obra del seu adversari:el Nil té una bena sobre el cap per poder evitar veure l'obra del rival, i la figura que representa el Riu de la Plata es protegeix amb la mà de l'imminent ensorrament de l'església. Però aquesta versió no té fonament perquè la font és anterior (evidentment el Nil té el cap cobert perquè en aquella època no se n'havien descobert les fonts de les quals neix). És cert que a la façana de l'església la postura de l'estàtua de Santa Agnès suggereix moltes interpretacions, entre les quals aquella que diu que la famosa mà sobre el pit, unida a l'expressió de la cara, és un senyal de desconcert pel que veu.
La plaça Navona té encara dues fonts més: la Font del Moro, obra de Giacomo della Porta i retocada per Bernini, al sud de la plaça, i la Font de Neptú (originalment la font dels calderers) al nord, de Gregorio Zappalà i Antonio Della Bitta.